# Gunna
Sergio Giavanni Kitchens (născut pe 14 iunie 1993), cunoscut profesional ca Gunna, este un rapper, cântăreț și compozitor american. Cel mai cunoscut pentru colaborările sale cu Lil Baby și Young Thug, este semnat cu casele de discuri 300 Entertainment, Atlantic Records și casa de discuri a lui Young Thug, YSL Records.

## Biografie
Kitchens s-a născut în College Park, Georgia. El a fost crescut de mama lui și are patru frați mai mari. A început să facă muzică la cincisprezece ani. A crescut ascultând Cam'ron, Chingy și Outkast, printre altele. Kitchens a urmat Liceul Langston Hughes.

## Cariera

### 2013:Hard Bodyca Yung Gunna
În 2013, Gunna a lansat mixtape-ul Hard Body sub numele de Yung Gunna.

### 2016-2018: Inceputul carierei, colaboratia cu Young Thug  si seriaDrip Season
Gunna a fost prezentat rapperului american Young Thug prin intermediul lui Keith "King" Troup, un prieten reciproc și o figură a comunității care a murit în decembrie 2015.
Gunna a fost ulterior prezent pe melodia „Floyd Mayweather” a lui Young Thug în august 2016. Piesa este din mixtape-ul lui Young Thug, Jeffery, și de asemenea prezintă apariții ale rapperilor americani Travis Scott și Gucci Mane. De asemenea, în octombrie 2016, Gunna și-a lansat mixtape-ul de debut Drip Season prin YSL Records.
El a lansat mixtape-ul Drip Sezonul 2 în mai 2017 si EP-ul Drip or Drown, cu producătorul YSL și prietenul apropiat al său Wheezy, care a produs în totalitate EP-ul. Piesa lui "YSL", cu rapperul american Playboi Carti, se afla pe un post de radio al "Grand Theft Auto". Piesa de titlu a albumului „Drip sau Drown” a fost remixată cu vocea rapper-ului american Lil Yachty și a fost inclusă în mixtape-ul său, Drip Season 3, în februarie 2018. El a lansat Drip Season 3 în februarie 2018. Mixtape-ul a fost produs de Metro Boomin și a prezentat vocalele lui Lil Yachty, Lil Durk, Nav, Metro Boomin și Lil Uzi Vert, printre altele.

### 2018-prezent: "Sold Out Dates" siDrip Hardercu Lil Baby, colaborarea cu Travis Scott  si colaborarea cu Young Thug
Rapperul american Lil Baby este, de asemenea, unul dintre prietenii apropiați ai lui Gunna, iar duo-ul și-a arătat chimia prin diferite single-uri, precum „Sold out Dates”, care a primit milioane de fluxuri pe platforme precum YouTube și SoundCloud. Gunna a fost prezentat și pe „Yosemite”, al lui Travis Scott, care a fost considerată cea mai populară melodie în care a folosit cuvântul „picătură”(drip). Piesa este de pe al treilea album de studio al lui Scott, Astroworld, și cântă, de asemenea, Nav, care avea o voce neobișnuit de liniștită în cântec și a fost subiectul meme-urilor și glumelor. Versul lui Scott din „Yosemite” imită versetul lui Gunna din „Sold Out Dates”. În octombrie 2018, el și Lil Baby și-au lansat albumul colaborativ, Drip Harder, care include single-ul principal, „Drip Too Hard”. Albumul a atins numărul 4 pe Billboard 200.
În februarie 2019, și-a lansat albumul de studio de debut Drip or Drown 2. Single-ul său principal, "One Call", a fost lansat cu câteva săptămâni înainte de album și s-a clasat pe numărul 56 pe Billboard Hot 100. El a atins poziția 1 pe Apple Music pentru prezența sa din single-ul "Hot" al lui Young Thug. Piesa este din albumul lui Young Thug, So Much Fun, care a fost lansat în august 2019. „Hot” a primit un remix în octombrie 2019 cu un vers în plus de la Travis Scott. De-a lungul carierei lui Gunna, a cântat pe melodii populare, precum: „Yosemite”, al lui Travis Scott, „Hot”, al lui Young Thug, „Heat”, al lui Chris Brown, „Stuck in a Dream” a lui Lil Mosey și „Start wit Me” de Roddy Ricch.

## Probleme legale și personale
Pe 3 iunie 2018, Gunna și DJ-ul său mergeau în Arkansas pentru a cânta la concertul său. S-au pierdut pe drum, așa că au solicitat indicații unui ofițer de poliție. Când ofițerul a trecut cu SUV-ul lor, a mirosit marijuana, ecstasy și alte droguri. El a căutat imediat mașina și a găsit o cutie de marijuana comestibilă și o cutie de mentă Icebreakers. Atât Gunna, cât și DJ-ul său au fost arestați imediat. Au ratat concertul lui, care a fost la The Diamond Grill din Jonesboro. Aceștia au fost eliberați pe cauțiune pentru 2.500 de dolari a doua zi și urmau să fie returnați în instanță pe 27 iulie.

## Discografie

### Mixtape-uri
| Titlu                                             | Detalii | Pozițiile cele mai mari | Pozițiile cele mai mari | Pozițiile cele mai mari | Pozițiile cele mai mari | Pozițiile cele mai mari | Pozițiile cele mai mari | Pozițiile cele mai mari | Pozițiile cele mai mari | Pozițiile cele mai mari | Certificații              |
| Titlu                                             | Detalii | US                      | US R&B/HH               | US Rap                  | AUS                     | IRE                     | NLD                     | NOR                     | SWE                     | UK                      | Certificații              |
| ------------------------------------------------- | --- | ----------------------- | ----------------------- | ----------------------- | ----------------------- | ----------------------- | ----------------------- | ----------------------- | ----------------------- | ----------------------- | ------------------------- |
| Drip Season                                       | - Lansat: 14 octombrie 2016 - Casă de discuri: YSL - Format: Download digital                                               | —                       | —                       | —                       | —                       | —                       | —                       | —                       | —                       | —                       |                           |
| Drip Season 2                                     | - Lansat: 11 mai 2017 - Casă de discuri: YSL - Format: Download digital                                                     | —                       | —                       | —                       | —                       | —                       | —                       | —                       | —                       | —                       |                           |
| Drip Season 3                                     | - Lansat: 2 februarie 2018 - Casă de discuri: YSL - Format: Download digital                                                | 55                      | 25                      | 20                      | —                       | —                       | —                       | —                       | —                       | —                       |                           |
| Drip Harder(cu Lil Baby)                          | - Lansat: 5 octombrie 2018 - Casă de discuri: Quality Control, YSL, 300, Motown, Capitol - Format: CD, LP, download digital | 4                       | 2                       | 2                       | 45                      | 39                      | 20                      | 18                      | 26                      | 12                      | - RIAA: Platină - MC: Aur |
| Super Slimey 2(cu Young Thug, Future și Lil Baby) | - Dată de lansare: Va fi anuțat - Casă de discuri: YSL Records, Freebandz, Quality Control Music - Format: Download digital | Va fi anunțat           | Va fi anunțat           | Va fi anunțat           | Va fi anunțat           | Va fi anunțat           | Va fi anunțat           | Va fi anunțat           | Va fi anunțat           | Va fi anunțat           | Va fi anunțat             |

### Albume de studio
| Titlu           | Detalii                                                                                 | Pozitie in clasament | Pozitie in clasament | Pozitie in clasament | Pozitie in clasament | Pozitie in clasament | Pozitie in clasament | Pozitie in clasament | Certificari  |
| Titlu           | Detalii                                                                                 | US                   | CAN                  | FRA                  | IRE                  | NLD                  | NZ                   | UK                   | Certificari  |
| --------------- | --------------------------------------------------------------------------------------- | -------------------- | -------------------- | -------------------- | -------------------- | -------------------- | -------------------- | -------------------- | ------------ |
| Drip or Drown 2 | - Lansare: 22 februarie 2019 - Case de discuri: YSL, 300 - Format: Download digital, LP | 3                    | 5                    | 79                   | 63                   | 19                   | 35                   | 24                   | - RIAA: Gold |
| Wunna           | - Lansare: 22 mai 2020 - Case de discuri: YSL. 300 - Format: Download digital, LP       |                      |                      |                      |                      |                      |                      |                      |              |